# Landsjösjön
Landsjösjön är en sjö i Örnsköldsviks kommun i Ångermanland och ingår i Idbyåns huvudavrinningsområde. Sjön är 32,5 meter djup, har en yta på 1,49 kvadratkilometer och är belägen 95 meter över havet. Sjön avvattnas av vattendraget Idbyån (Landsjöån). Vid provfiske har bland annat abborre, gers, gädda och lake fångats i sjön.

## Delavrinningsområde
Landsjösjön ingår i det delavrinningsområde (704037-164699) som SMHI kallar för Utloppet av Landsjösjön. Medelhöjden är 173 meter över havet och ytan är 11,15 kvadratkilometer. Räknas de 6 avrinningsområdena uppströms in blir den ackumulerade arean 78,45 kvadratkilometer. Avrinningsområdets utflöde Idbyån (Landsjöån) mynnar i havet. Avrinningsområdet består mestadels av skog (64 procent) och öppen mark (11 procent). Avrinningsområdet har 1,49 kvadratkilometer vattenytor vilket ger det en sjöprocent på 13,4 procent.

## Fisk
Vid provfiske har följande fisk fångats i sjön:
- Abborre
- Gärs
- Gädda
- Lake
- Löja
- Mört
- Nors